# Rhinella ornata
Rhinella ornata es una especie de anfibios de la familia Bufonidae.
Se encuentra en Brasil y quizá en el nordeste de la Argentina y en la zona adyacente de Paraguay.
Su hábitat natural incluye bosques húmedos tropicales o subtropicales, ríos y lagos de agua dulce.